# Asuke Sho
Sho Asuke (sinh ngày 28 tháng 10 năm 1985) là một cầu thủ bóng đá người Nhật Bản.

## Sự nghiệp câu lạc bộ
Sho Asuke đã từng chơi cho Tokyo Verdy và Kataller Toyama.